# 哈里森堡壘戰役
哈里森堡壘戰役（Siege of Fort Harrison）是為一個美國於1812年戰爭中的決定性勝利，在這戰役裡，15個美國人獨自對抗600名印地安人。

## 戰前
1811年，當美國的威廉·亨利·哈里森將軍和他的軍隊向北前進時遇見了一群印地安人，很快地雙方打起來，就是著名的蒂珀卡努战役。為了保護印第安納的疆土—溫森斯，哈里森將軍修建當地的堡壘。
堡壘因哈里森將軍的榮譽而重新命名，不久1812年戰爭爆發，贊崔利·泰勒上尉成了這哈里森堡壘的軍官。
由於英國援助加拿大和印地安人，美國宣戰後不久就遭受一系列的失敗。這正好幫助刺激其它印地安部落去對抗美國。

## 開戰
1812年9月4日，600名聖語人、基卡普人、波塔瓦托米人和邁阿密人攻擊哈里森堡壘。當時泰勒上尉只有15名士兵(5個是病的)和幾個平民去幫助保衛堡壘。9月4日，一名印第安戰士爬去營房，放火燒毀它。守軍可慌了，印第安戰士則乘機向堡壘開火。泰勒立即下令堡壘的外科醫生和幾個守軍去撲滅大火，殘餘守軍則劇烈地反擊。很快印第安戰士被迫停止進攻。
那天晚些的時候，印第安戰士撤離，從此以後他們不敢冒險返回。

## 戰後
哈里森堡壘戰役是一個於1812年戰爭期間美國的一個決定性勝利。不久之後美軍接著於韋恩堡圍困戰中，擊敗了其餘在印第安納的印第安人。
而贊崔利·泰勒因於此戰役裡立下大功，成了少校。

## 参看
1812年战争